# Elvis Vermeulen
Pour les articles homonymes, voir Vermeulen.

a Compétitions nationales et continentales officielles uniquement.

b Matchs officiels uniquement.
Elvis Vermeulen, né le 5 avril 1979 à Senlis (Oise), est un ancien joueur de rugby à XV international français. Il a joué en équipe de France entre 2001 et 2008 ainsi qu'au sein de l'effectif de l'ASM Clermont Auvergne entre 2001 et 2014, évoluant principalement au poste de troisième ligne centre (1,89 m pour 113 kg). Il prend sa retraite à la fin de la saison 2013-2014 de Top 14, après 13 saisons sous le maillot jaune et bleu.
Champion du monde du pacifique 2019 avec France Classic 
Avec l'ASM Clermont Auvergne, il remporte le Challenge européen en 2007 puis devient champion de France en 2010. Avec le XV de France, il remporte le Tournoi des Six Nations 2007.  
Perforateur de défense impressionnant, il tient son prénom du « King » pour qui ses parents avaient une grande admiration. 

## Carrière

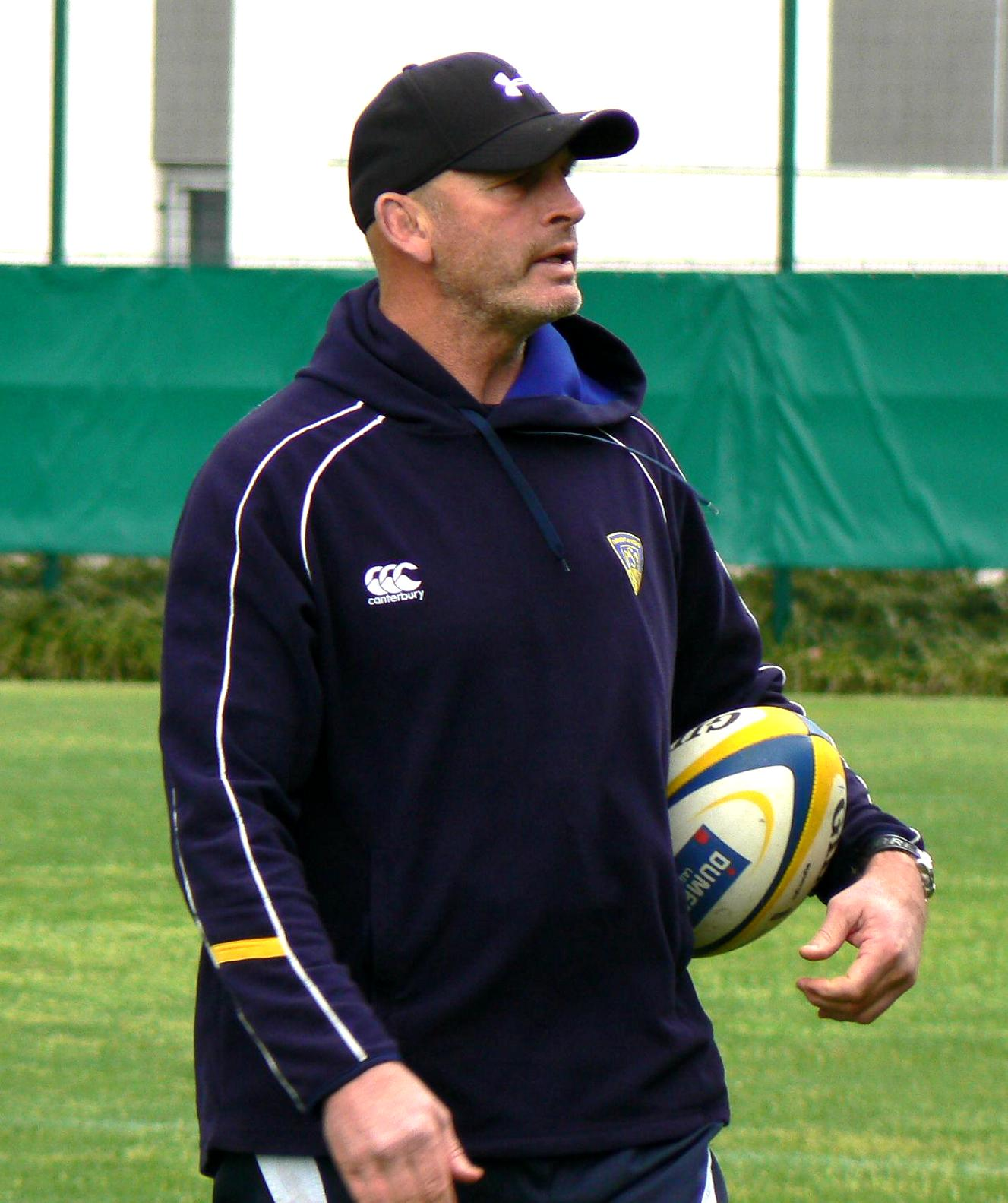
Vern Cotter est le manager d'Elvis Vermeulen de 2006 à 2014.

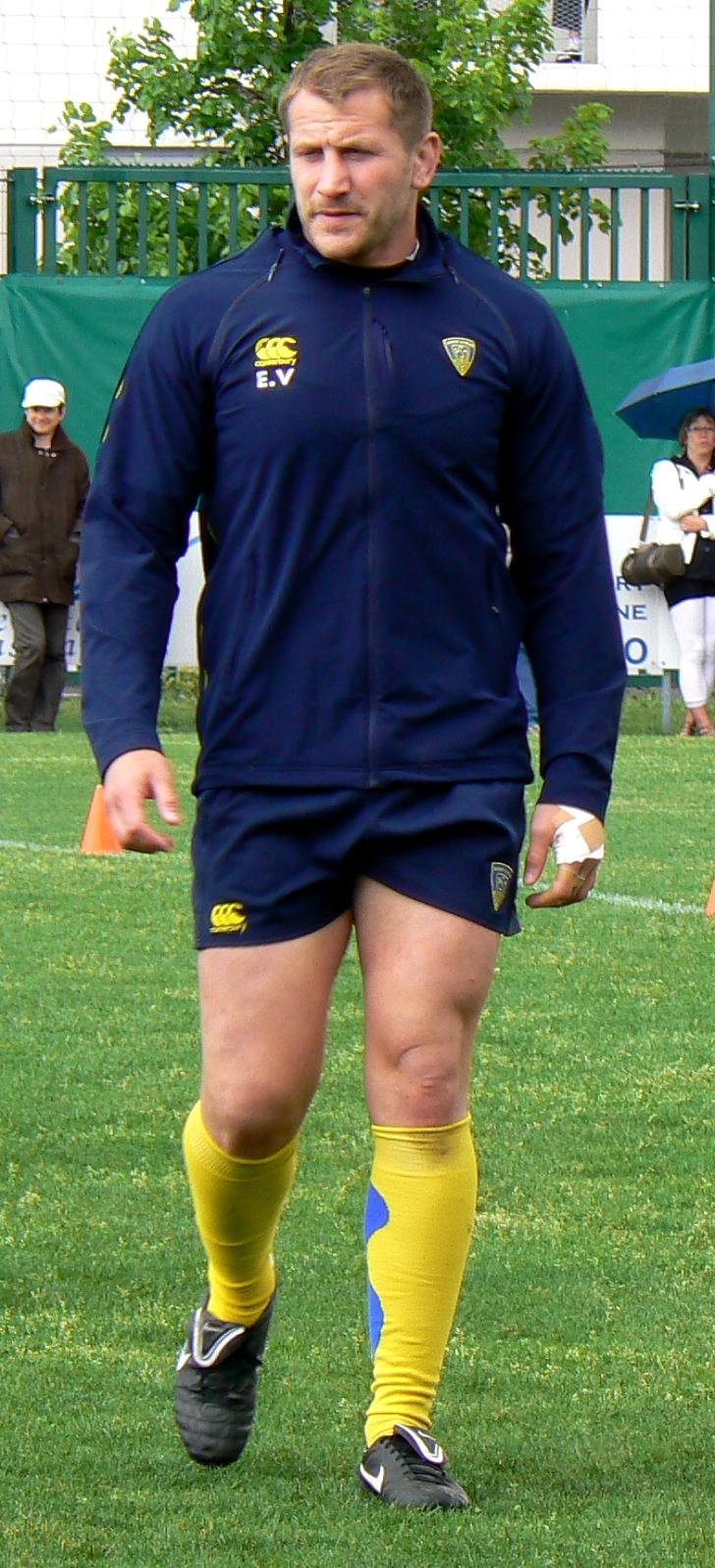
Elvis Vermeulen s'entraine avec l'ASM Clermont Auvergne en mai 2010.

### En club
- 1997-2001 : CA Brive
- 2001-2014 : ASM Clermont Auvergne

### En équipe nationale
Il a obtenu sa première cape internationale le 16 juin 2001 à l'occasion d'un match contre l'équipe d'Afrique du Sud à Johannesburg (Afrique du Sud), et sa dernière cape le 15 mars 2008 contre l'équipe du pays de Galles à Cardiff (pays de Galles).
Il est retenu parmi les 30 joueurs appelés à disputer la Coupe du monde 2007, mais malheureusement atteint d'une hernie discale nécessitant une intervention chirurgicale et trois mois d'arrêt, il doit déclarer forfait. Il est remplacé par Thierry Dusautoir.
Il revient en sélection pour le Tournoi des six nations 2008, à la suite de la prise de fonction du trio d'entraîneurs Lièvremont-Ntamack-Retière. Mais après le premier match du tournoi, il est contraint de déclarer forfait à cause d'une fracture à une côte. Elvis Vermeulen ne revient pas en équipe de France, barré par Louis Picamoles et Imanol Harinordoquy ou même Damien Chouly qui ont la préférence du sélectionneur Marc Lièvremont.

### Avec les Barbarians
En mars 2007, il est sélectionné avec les Barbarians français pour jouer un match contre l'Argentine à Biarritz. Les Baa-Baas s'inclinent 28 à 14.
En mars 2009, il est invité avec les Barbarians français pour jouer un match contre le XV du président, sélection de joueurs étrangers évoluant en France, au Stade Ernest-Wallon à Toulouse. Les Baa-Baas s'inclinent 26 à 33.

## Palmarès

### En club
Avec Clermont
- Championnat de France :
  - Vainqueur (1) : 2010
  - Finaliste (3) : 2007, 2008 et 2009
- Challenge européen :
  - Vainqueur (1) : 2007

### Entraîneur
Avec le Clermont université club-Union Aubièroise
- Champion d'Auvergne Honneur 2021-2022, montée en Fédérale 3.

## Statistiques en équipe nationale
- 10 sélections (6 fois titulaire, 4 fois remplaçant)
- 5 points (1 essai)
- Sélections par année : 2 en 2001, 1 en 2003, 3 en 2006, 2 en 2007, 2 en 2008
- Tournois des Six Nations disputés : 2007, 2008
- Vainqueur du Tournoi des Six Nations : 2007
- Homme du match France-Argentine en novembre 2006

### Tournoi des Six Nations
| Édition          | Rang | Résultats France | Résultats Vermeulen | Matchs Vermeulen |
| Six Nations 2007 | 1    | 4 v, 0 n, 1 d    | 2 v, 0 n, 0 d       | 2/5              |
| Six Nations 2008 | 3    | 3 v, 0 n, 2 d    | 1 v, 0 n, 1 d       | 2/5              |

Légende : v = victoire ; n = match nul ; d = défaite ; la ligne est en gras quand il y a Grand Chelem.